# Turbamento
Turbamento è un film drammatico del 1942, diretto da Guido Brignone.

## Trama
Il marchese Ippolito, uomo piuttosto maturo, separato dalla moglie, abituato ad una vita libera, ritorna dopo molti anni in una sua villa in campagna, amministrata da un amico d'infanzia. Qui incontra Silvia, la giovane figlia dell'amico che si innamora del marchese al punto da chiedergli di sposarla malgrado la differenza di età. Ippolito rimane turbato dalla rivelazione e cerca di dissuadere la ragazza, ma infine, invaghitosi della sua giovinezza, riesce ad ottenere dal padre di lei il consenso per il matrimonio. Mentre fervono i preparativi, arrivano anche i suoi tre figli che vivevano in collegio e che fraternizzano immediatamente con la futura sposa, loro coetanea. In un confronto tra la propria figlia e la fidanzata, Ippolito ha per un attimo la sensazione di dover confondere i due diversi affetti per le due donne; tormentato, da questo incubo e conscio inoltre della sua età, rinuncia al matrimonio e, dopo essersi chiarito con il padre della ragazza, parte, proponendosi in futuro di riversare tutto l'affetto sui propri figli.

## Produzione
Il film venne girato nella seconda metà del 1941 negli studi di Cinecittà.

## Distribuzione
Il film fu distribuito nelle sale cinematografiche italiane il 1º marzo del 1942.